# 5035 Swift
För andra betydelser, se Swift (olika betydelser).
5035 Swift eller 1991 UX är en asteroid i huvudbältet som upptäcktes den 18 oktober 1991 av de båda japanska astronomerna Seiji Ueda och Hiroshi Kaneda i Kushiro. Den är uppkallad efter den amerikanske astronomen Lewis A. Swift.
Asteroiden har en diameter på ungefär 8 kilometer och den tillhör asteroidgruppen Eunomia.